# 倶利伽羅駅
倶利伽羅駅（くりからえき）は、石川県河北郡津幡町字刈安にある、IRいしかわ鉄道・あいの風とやま鉄道の駅である。

## 概要
IRいしかわ鉄道のIRいしかわ鉄道線と、あいの風とやま鉄道のあいの風とやま鉄道線が乗り入れている。会社境界駅であり、当駅から金沢方面がIRいしかわ鉄道線、富山・市振方面があいの風とやま鉄道線となっている。当駅は両社の共同使用駅で、IRいしかわ鉄道の管轄駅である。あいの風とやま鉄道で唯一、石川県に所在する駅である（ただし、あいの風とやま鉄道の管轄駅はすべて富山県に所在）。鉄道資産上は県境付近が両社の境界だが、営業上では当駅が境界で、運賃体系も変わる。
元々は両路線とも西日本旅客鉄道（JR西日本）の北陸本線であったが、2015年3月14日の北陸新幹線長野駅 - 金沢駅間延伸開業に伴う並行在来線の経営分離により、当駅を境に金沢方はIRいしかわ鉄道、市振方はあいの風とやま鉄道へ承継され、駅施設もIRいしかわ鉄道へ移管された。
そのような経緯から、IRいしかわ鉄道線の金沢駅以東とあいの風とやま鉄道線の富山駅以西は現在も一体運用されており、当駅に乗り入れる全列車が相互直通運転を行っている。そのため、当駅を始発・終着とする列車はない。なお、当駅での乗務員交代は行われず、IRいしかわ鉄道またはあいの風とやま鉄道の乗務員が通しで乗務する。
ハピラインふくい線内の各駅を発着駅とする連絡運輸の範囲は当駅までである。

## 歴史
- 1908年（明治41年）12月16日：官設鉄道北陸線の津幡駅 - 石動駅間に倶利伽羅信号所として開設される[10]。
- 1909年（明治42年）
  - 6月15日：駅に昇格し、倶利伽羅駅（旅客駅）となる[1]。
  - 10月12日：線路名称が制定され、北陸本線所属駅となる。
- 1913年（大正2年）10月1日：貨物の取扱を開始する（一般駅となる）[10]。
- 1962年（昭和37年）8月25日：貨物の取扱を廃止する（旅客駅に戻る）[10]。
- 1971年（昭和46年）10月1日：荷物の取扱を廃止する[11]。無人駅となる[12]（運転扱い要員のみ継続配置[13]）。
- 1987年（昭和62年）4月1日：国鉄分割民営化に伴い、西日本旅客鉄道の駅となる[10]。
- 2014年（平成26年）2月11日：接近メロディを「倶利伽羅峠の歌」に変更。
- 2015年（平成27年）3月14日：北陸新幹線金沢延伸開業に伴い、IRいしかわ鉄道・あいの風とやま鉄道の境界駅[5]（IRいしかわ鉄道の管理駅）となる[8]。
- 2017年（平成29年）4月15日：ICカード「ICOCA」の利用が可能になる[14][15][16][17]。

## 駅構造
島式ホーム1面2線を有する地上駅で、このほかに保守用の側線を有する。津幡駅管理の無人駅。JR西日本時代にはボランティアのOBによる名誉駅長が配置されていた。
なお、駅舎は開業当時からのものを使用しているが、出札口の跡は壁となっており痕跡はなくなっている。以前は自動券売機が設置されていたが、運賃改定に伴い一旦撤去。その後IRいしかわ鉄道への移管に際して押しボタン式の券売機が再設置された。また、JR西日本時代、金沢〜富山間を運行するワンマン列車は、区間内で当駅のみ後乗り前降り方式を適用し、車内精算を行っていた。
駅舎からホームへは跨線橋で連絡している。駅舎およびホーム上に待合室がある。2011年度に、2両分のホームかさ上げ工事と2両停止位置目標の設置がなされるなど、521系2両編成の運用に対応した施設改良がなされている。

### のりば
| のりば | 路線                  | 行先           |
| ------ | --------------------- | -------------- |
| 1      | ■IRいしかわ鉄道線     | 金沢・福井方面 |
| 2      | ■あいの風とやま鉄道線 | 高岡・富山方面 |

- 列車接近掲示器から流れるメロディーは、1番のりば・2番のりばともに「倶利伽羅峠の歌」である。

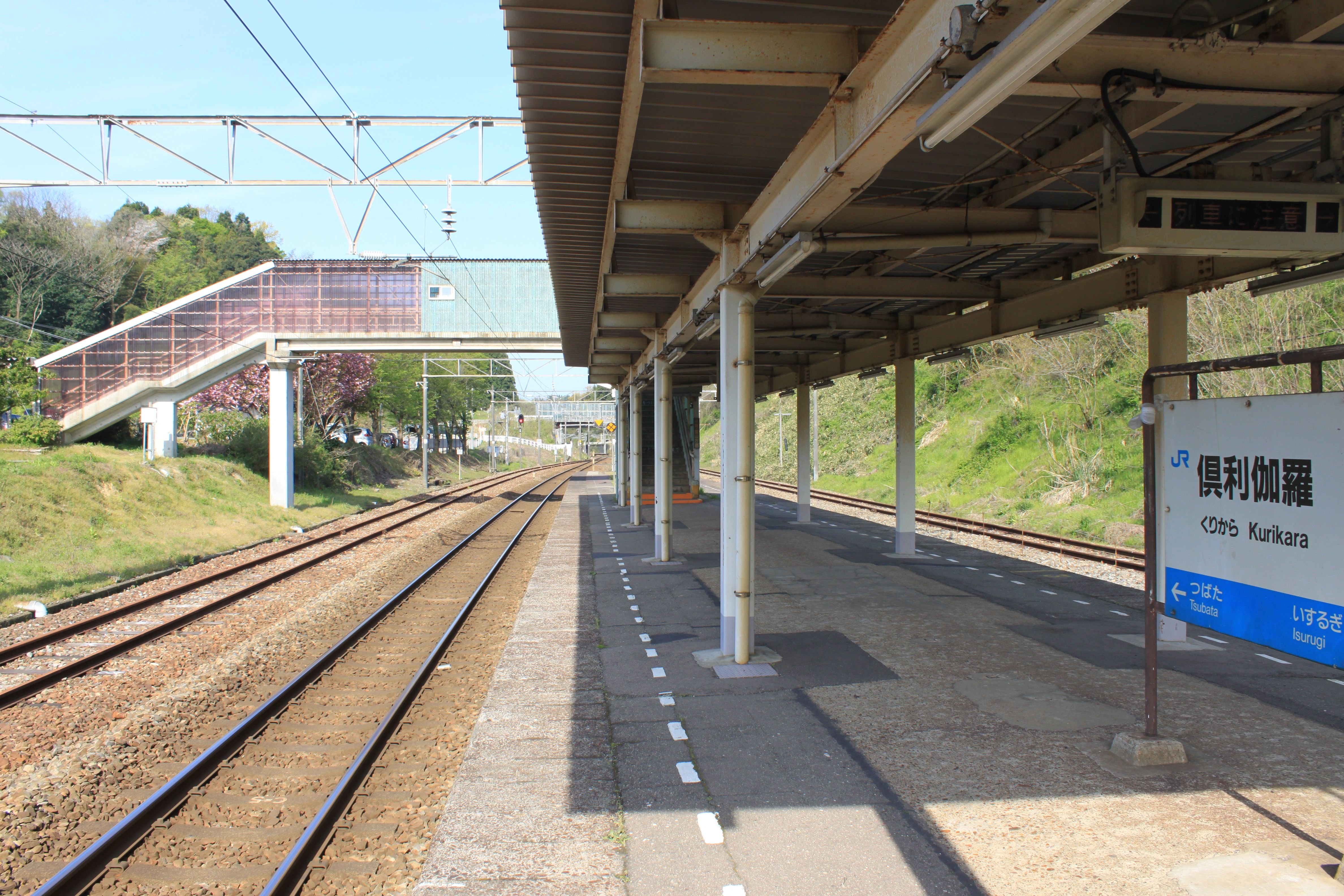
ホーム（2010年5月）
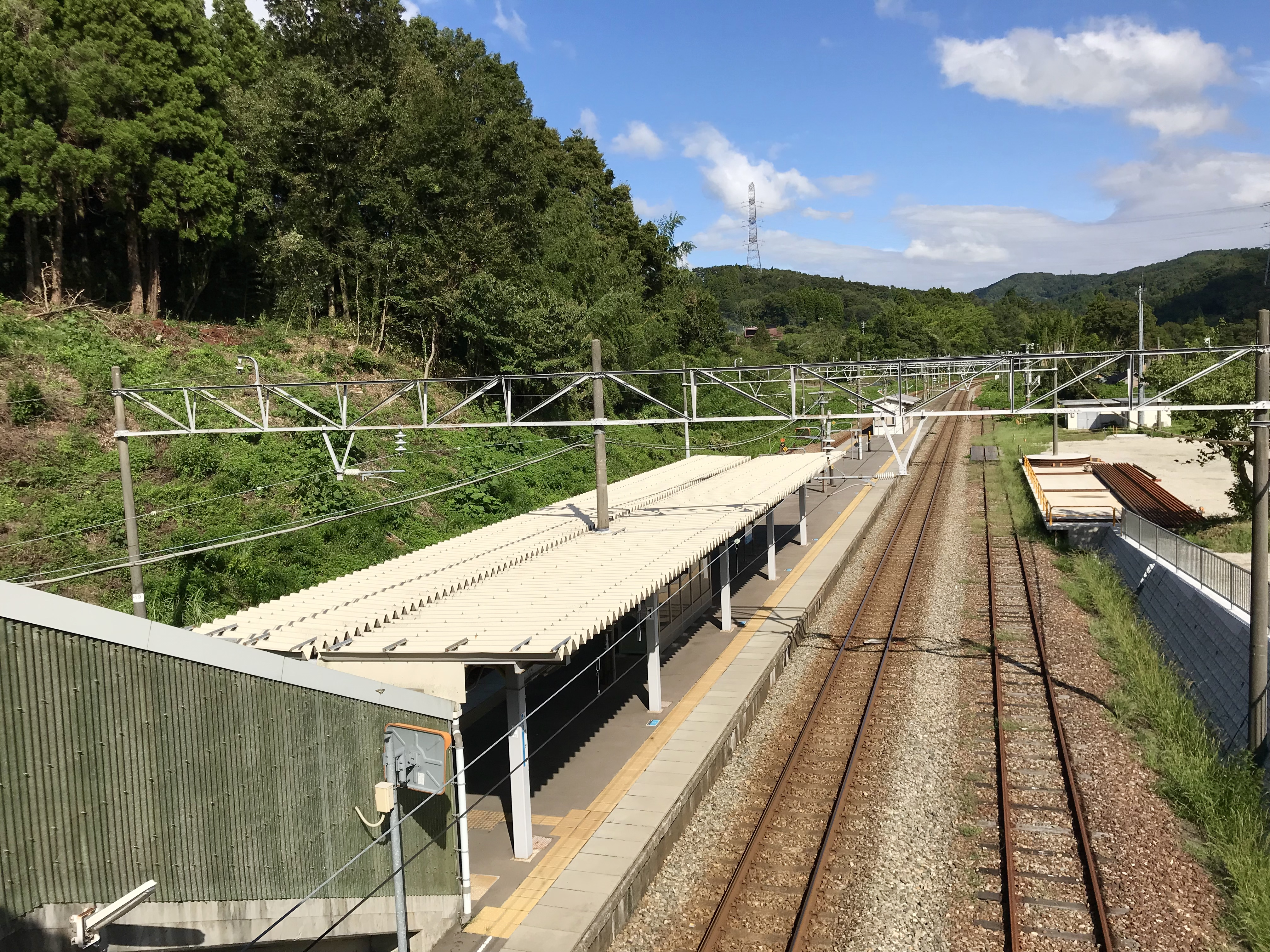
跨線橋より構内（2018年9月）

## 利用状況
「津幡町統計書」によると、2019年度の1日平均乗車人員は121人である。
近年の推移は下表のとおりである。
| 年度               | 1日平均 乗車人員 |
| ------------------ | ---------------- |
| 2001年（平成13年） | 184              |
| 2002年（平成14年） | 172              |
| 2003年（平成15年） | 170              |
| 2004年（平成16年） | 165              |
| 2005年（平成17年） | 155              |
| 2006年（平成18年） | 148              |
| 2007年（平成19年） | 140              |
| 2008年（平成20年） | 133              |
| 2009年（平成21年） | 120              |
| 2010年（平成22年） | 119              |
| 2011年（平成23年） | 115              |
| 2012年（平成24年） | 114              |
| 2013年（平成25年） | 109              |
| 2014年（平成26年） | 82               |
| 2015年（平成27年） | 3,533            |
| 2016年（平成28年） | 3,455            |
| 2017年（平成29年） | 104              |
| 2018年（平成30年） | 127              |
| 2019年（令和元年） | 121              |

## 駅周辺
駅前にはほとんど民家はないが、駅から県道へ出ると刈安集落に出る。
- 津幡町立刈安小学校
- 倶利伽羅峠[5]
  - 倶利伽羅トンネル
- 倶利迦羅不動寺 - 地名、駅名の由来となった古刹[8]。
- 道の駅倶利伽羅 源平の郷

## 隣の駅
IRいしかわ鉄道・あいの風とやま鉄道
■IRいしかわ鉄道線・■あいの風とやま鉄道線
津幡駅（IRいしかわ） - 倶利伽羅駅 - 石動駅（あいの風とやま）